# Обернгольц
Обернгольц (нім. Obernholz) — громада в Німеччині, розташована в землі Нижня Саксонія. Входить до складу району Гіфгорн. Складова частина об'єднання громад Ганкенсбюттель.
Площа — 37,82 км2. Населення становить 829 ос. (станом на 31 грудня 2021).